# Calyptratae
Calyptratae é uma subseção de Schizophora na ordem dos insetos Diptera, comumente referida como muscoides calyptrate (ou simplesmente calyptrates ). É composto por aquelas moscas que possuem um calypter que cobre os balancim, entre as quais algumas das mais conhecidas de todas as moscas, como a mosca doméstica.
Cerca de 18.000 espécies descritas estão neste grupo, ou cerca de 12% de todas as moscas já descritas.

## Subseção
- Superfamília Muscoidea
Anthomyiidae - moscas do repolho
Fanniidae
Muscidae - moscas domésticas
Scathophagidae - moscas de estrume
- Superfamília Oestroidea
Calliphoridae
Mystacinobiidae
Oestridae
Rhinophoridae
Sarcophagidae
Tachinidae
Ulurumyiidae[2]
- Superfamília Hippoboscoidea
Glossinidae
Hippoboscidae
Nycteribiidae
Streblidae

Os Mormotomyiidae pertencem à Ephydroidea e não a Hippoboscoidea como anteriormente interpretado. Os Streblidae provavelmente não são monofiléticos.